# Wereldkampioenschappen zwemmen 2023 – 4×100 meter wisselslag mannen
De 4×100 meter wisselslag mannen op de wereldkampioenschappen zwemmen 2023 in Fukuoka vond plaats op 30 juli 2023. Na afloop van de series kwalificeerden de acht snelste ploegen zich voor de finale.

## Records
Voorafgaand aan het toernooi waren dit het wereldrecord en het kampioenschapsrecord
| Wereldrecord         | Verenigde Staten Ryan Murphy Michael Andrew Caeleb Dressel Zach Apple     | 3.26,78 | Tokio | 1 augustus 2021 |
| Kampioenschapsrecord | Verenigde Staten Aaron Peirsol Eric Shanteau Michael Phelps David Walters | 3.27,28 | Rome  | 2 augustus 2009 |

## Uitslagen

### Series
| Rang | Serie | Baan | Land                | Namen | Tijd    | Bijz. |
| ---- | ----- | ---- | ------------------- | --- | ------- | ----- |
| 1    | 2     | 4    | Verenigde Staten    | Hunter Armstrong (52,45) Josh Matheny (59,12) Thomas Heilman (51,61) Matt King (47,33)                                    | 3.30,51 | Q     |
| 2    | 3     | 3    | Frankrijk           | Mewen Tomac (53,40) Léon Marchand (59,57) Maxime Grousset (50,47) Hadrien Salvan (48,17)                                  | 3.31,61 | Q     |
| 3    | 2     | 5    | Australië           | Bradley Woodward (53,64) Samuel Williamson (59,60) Matthew Temple (50,82) Kai Taylor (47,69)                              | 3.31,75 | Q     |
| 4    | 2     | 6    | China               | Xu Jiayu (53,16) Yan Zibei (59,04) Sun Jiajun (52,35) Wang Haoyu (47,34)                                                  | 3.31,89 | Q     |
| 5    | 2     | 3    | Duitsland           | Ole Braunschweig (53,96) Lucas Matzerath (58,87) Jan Eric Friese (51,29) Josha Salchow (47,99)                            | 3:32.11 | Q     |
| 5    | 2     | 7    | Canada              | Javier Acevedo (54,35) James Dergousoff (1.00,10) Joshua Liendo (50,02) Ruslan Gaziev (47,64)                             | 3.32,11 | Q     |
| 7    | 2     | 2    | Japan               | Ryosuke Irie (54,00) Ippei Watanabe (59,58) Naoki Mizunuma (51,34) Katsuhiro Matsumoto (47,44)                            | 3.32,36 | Q     |
| 8    | 3     | 5    | Verenigd Koninkrijk | Oliver Morgan (53,74) James Wilby (59,81) James Guy (51,36) Tom Dean (48,36)                                              | 3.33,27 | Q     |
| 9    | 3     | 4    | Italië              | Thomas Ceccon (53,67) Nicolò Martinenghi (59,65) Piero Codia (51,81) Manuel Frigo (48,41)                                 | 3.33,54 |       |
| 10   | 2     | 1    | Zuid-Korea          | Lee Ju-ho (54,51) Choi Dong-yeol (59,45) Kim Young-beom (52,06) Hwang Sun-woo (48,23)                                     | 3.34,25 | NR    |
| 11   | 3     | 6    | Oostenrijk          | Bernhard Reitshammer (54,72) Valentin Bayer (59,68) Simon Bucher (51,87) Heiko Gigler (48,31)                             | 3.34,58 |       |
| 12   | 3     | 2    | Polen               | Ksawery Masiuk (54,55) Dawid Wiekiera (1.00,53) Adrian Jaskiewicz (51,84) Kamil Sieradzki (47,74)                         | 3.34,66 |       |
| 13   | 1     | 4    | Ierland             | Conor Ferguson (54,14) Darragh Greene (1.00,03) Max McCusker (52,27) Shane Ryan (48,59)                                   | 3.35,03 |       |
| 14   | 3     | 1    | Spanje              | Hugo González (53,64) Carles Coll (1.00,45) Mario Mollà (51,78) César Castro (49,26)                                      | 3:35.13 |       |
| 15   | 1     | 5    | Zwitserland         | Roman Mityukov (54,47) Jérémy Desplanches (1.00,96) Noè Ponti (51,33) Antonio Djakovic (48,70)                            | 3.35,46 | NR    |
| 16   | 1     | 6    | Portugal            | João Costa (54,13) Gabriel Lopes (1.00,57) Diogo Ribeiro (51,76) Miguel Nascimento (49,17)                                | 3.35,63 | NR    |
| 17   | 2     | 9    | Israël              | Michael Laitarovsky (54,72) Ron Polonsky (1.00,36) Gal Cohen Groumi (51,80) Tomer Frankel (49,59)                         | 3.36,47 |       |
| 18   | 1     | 3    | Mexico              | Diego Camacho (56,03) Miguel de Lara (1.00,87) Jorge Iga (52,65) Andres Dupont (47,70)                                    | 3.37,25 | NR    |
| 19   | 2     | 0    | Zweden              | Björn Seeliger (56,38) Erik Persson (1.00,26) Oskar Hoff (53,96) Robin Hanson (48,97)                                     | 3.39,57 |       |
| 20   | 3     | 8    | Griekenland         | Apostolos Siskos (56,65) Arkadios Aspougalis (1.01,64) Andreas Vazaios (53,75) Kristian Gkolomeev (49,98)                 | 3.42,02 |       |
| 21   | 3     | 9    | Thailand            | Tonnam Kanteemool (58,20) Dulyawat Kaewsriyong (1.07,13) Navaphat Wongcharoen (54,90) Ratthawit Thammananthachote (52,30) | 3.52,53 |       |
| 22   | 3     | 0    | Vietnam             | Mai Trần Tuấn Anh (1.00,62) Phạm Thanh Bảo (1.04,92) Hồ Nguyễn Duy Khoa (58,64) Lương Jeremie Loic Nino (52,00)           | 3.56,18 |       |
| 23   | 1     | 2    | Nieuw-Zeeland       | Andrew Jeffcoat (54,37) Joshua Gilbert (1.00,91) Lewis Clareburt (52,47) Cameron Gray                                     | DSQ     | DSQ   |
| 23   | 3     | 7    | Brazilië            | Guilherme Basseto (54,18) João Gomes Júnior (1.00,08) Kayky Mota Marcelo Chierighini                                      | DSQ     | DSQ   |
| 25   | 2     | 8    | Singapore           | DNS | DNS     | DNS   |

### Finale
| Rang   | Baan | Land                | Namen                                                                                             | Tijd    | Bijz. |
| ------ | ---- | ------------------- | ------------------------------------------------------------------------------------------------- | ------- | ----- |
| Goud   | 4    | Verenigde Staten    | Ryan Murphy (52,04) Nic Fink (58,03) Dare Rose (50,13) Jack Alexy (47,00)                         | 3.27,20 | CR    |
| Zilver | 6    | China               | Xu Jiayu (53,39) Qin Haiyang (57,43) Wang Changhao (51,56) Pan Zhanle (46,62)                     | 3.29,00 | AS    |
| Brons  | 3    | Australië           | Bradley Woodward (53,38) Zac Stubblety-Cook (59,25) Matthew Temple (50,10) Kyle Chalmers (46,89)  | 3.29,62 |       |
| 4      | 5    | Frankrijk           | Yohann Ndoye-Brouard (53,21) Léon Marchand (59,00) Maxime Grousset (49,27) Hadrien Salvan (48,40) | 3.29,88 |       |
| 5      | 8    | Verenigd Koninkrijk | Oliver Morgan (53,25) James Wilby (58,48) Jacob Peters (51,50) Matt Richards (46,93)              | 3.30,16 |       |
| 6      | 1    | Japan               | Ryosuke Irie (53,71) Ippei Watanabe (59,41) Naoki Mizunuma (51,26) Katsuhiro Matsumoto (48,20)    | 3.32,58 |       |
| 7      | 7    | Canada              | Javier Acevedo (54,35) James Dergousoff (1.00,03) Joshua Liendo (50,66) Ruslan Gaziev (47,57)     | 3.32,61 |       |
| 8      | 2    | Duitsland           | Ole Braunschweig (54,16) Lucas Matzerath (58,70) Jan Eric Friese (52,16) Josha Salchow (47,89)    | 3.32,91 |       |